# Shelley Fabaresová
Shelley Fabaresová, celým jménem Michele Ann Marie Fabaresová (* 19. ledna 1944 Santa Monica) je americká herečka a zpěvačka.
Je neteří populární herečky a zpěvačky Nanette Fabrayové, od tří let působila jako dětská herečka a modelka. Ve 14 letech dostala jednu z hlavních rolí v úspěšném komediálním televizním seriálu The Donna Reed Show: hrála Mary, dceru hlavní hrdinky, kterou ztvárnila Donna Reedová. Ve třech filmech byla partnerkou Elvise Presleyho: Girl Happy (1965), Spinout (1966) a Mejdan (Clambake, 1967). Výrazné role vytvořila také v televizním filmu ze sportovního prostředí Brianova píseň (1971), teenagerské komedii Horké pronásledování (1987) a seriálu Coach (1989).
Nazpívala skladbu "Johnny Angel", která v dubnu 1962 vedla singlový žebříček Billboard Hot 100. Vydala sólová alba Shelley a The Things We Did Last Summer, na desce Teenage Traingle účinkovala spolu s dalšími herci z The Donna Reed Show Jamesem Darrenem a Paulem Petersonem.
V roce 1994 získala Young Artist Award pro legendu dětského herectví.

## Osobní život
Jejím prvním manželem byl hudební producent Lou Adler v letech 1964 až 1980, od roku 1984 je jejím druhým manželem herec Mike Farrell.
Byla jí zjištěna autoimunitní hepatitida a v roce 2000 podstoupila transplantaci jater.